# چارلز توماس باتلر
چارلز توماس باتلر (انگلیسی: Charles Thomas Butler؛ زادهٔ ۱۱ ژوئن ۱۹۳۲)از برندگان مدال‌های بازی‌های المپیک زمستانی و  اهل ایالات متحده آمریکا است.